# 張朝樂
張朝樂，清朝政治人物。江蘇如皋縣人。
張朝樂為貢生出身。乾隆四十七年（1782年）四月，署任湖南永順府龍山縣知縣。